# Supervivencia (El Firfurcio)

## Ficha técnica
- Título: Supervivencia (El Firfurcio)
- Autor: Howard Gilberts (guion original), Andrés Samudio (adaptación del guion), Manuel González Martínez (programación).
- Compañía: Aventuras AD
- Distribuidora: MicroHobby
- Sistema de creación: Professional Adventure Writing System
- Plataforma: Sinclair ZX Spectrum
- Licencia: abandonware
- Género: Ciencia ficción / Humor
- Fecha de creación: 1989
- Precio: Gratuita junto a la revista MicroHobby nº189 (mayo de 1989)

## Sinopsis
Año 4114. La Hermandad de Aventureros Cósmicos (HAC) ha llegado a ser tan importante que amenaza el prestigio y enorme poder del imperio de la Asociación de Arcades Anónimos (AAA).
Las dos superpotencias han tenido ya varios roces y enfrentamientos a lo largo y ancho del universo conocido, pero ahora, por fin, se encuentran frente a frente dos grandes flotas de combate.
Miles de naves participan en la batalla, cientos de ellas han quedado destruidas y otras siguen aún en combate. En la refriega una pequeña nave de Información Vital ha quedado sin control viéndose obligada a hacer un aterrizaje forzoso en un extraño planeta de la AAA.
Herida en sus centros vitales tu nave "Hispan" busca refugio en un cercano planeta. El ordenador Albstein te comunica un fallo de todos los sistemas; es necesario buscar la cápsula de salvamento AD.
Como capitán y único superviviente de esta catástrofe, tu misión es entregar tu urgente y vital mensaje al Alto Mando Aventurero, pero con tu nave inutilizada, debes buscar alguna forma de sobrevivir y escapar del planeta Arcodioso.
En el planeta existen diferentes formas de vida: unas peligrosas, otras letales, otras inofensivas... pero hay una de las que depende tu salvación: "El Firfurio".

## Detalles técnicos y distribución
Aventura con ilustraciones. Fue programada con el PAWS, traducido y distribuido en España por Aventuras AD y pretendía ser una demostración de las capacidades del mismo; de hecho estaba basada en Tewk, aventura de Gilsoft que servía de demostración de la versión inglesa del PAWS.
Fue distribuida gratuitamente con el nº 189 de MicroHobby.
Durante los tiempos de espera hay pequeños mensajes publicitarios de Aventuras AD aconsejando jugar a otros títulos de la compañía.

## Atribución
Este artículo se basa en el publicado en la Wiki del CAAD que lo licencia Creative Commons Attribution-ShareAlike 2.5
- Datos: Q65159659